# Pyrgoniscus lanceolatus
Pyrgoniscus lanceolatus is een pissebed uit de familie Armadillidae. De wetenschappelijke naam van de soort is voor het eerst geldig gepubliceerd in 1977 door Franco Ferrara.